# Episodi di Have Gun - Will Travel (seconda stagione)
La seconda stagione della serie televisiva Have Gun - Will Travel è andata in onda negli Stati Uniti dal 13 settembre 1958 al 20 giugno 1959 sulla CBS.
| nº | Titolo originale          | Prima TV USA      |
| -- | ------------------------- | ----------------- |
| 1  | The Manhunter             | 13 settembre 1958 |
| 2  | In an Evil Time           | 20 settembre 1958 |
| 3  | The Man Who Wouldn't Talk | 27 settembre 1958 |
| 4  | The Hanging of Roy Carter | 4 ottobre 1958    |
| 5  | Duel at Florence          | 11 ottobre 1958   |
| 6  | The Protege               | 18 ottobre 1958   |
| 7  | The Road to Wickenburg    | 25 ottobre 1958   |
| 8  | A Sense of Justice        | 1º novembre 1958  |
| 9  | Young Gun                 | 8 novembre 1958   |
| 10 | The Lady                  | 15 novembre 1958  |
| 11 | A Snare for Murder        | 22 novembre 1958  |
| 12 | The Ballad of Oscar Wilde | 6 dicembre 1958   |
| 13 | The Solid Gold Patrol     | 13 dicembre 1958  |
| 14 | Something to Live For     | 20 dicembre 1958  |
| 15 | The Moor's Revenge        | 27 dicembre 1958  |
| 16 | The Wager                 | 3 gennaio 1959    |
| 17 | The Taffeta Mayor         | 10 gennaio 1959   |
| 18 | Lady on the Stagecoach    | 17 gennaio 1959   |
| 19 | Treasure Trail            | 24 gennaio 1959   |
| 20 | Juliet                    | 31 gennaio 1959   |
| 21 | Hunt the Man Down         | 7 febbraio 1959   |
| 22 | The Scorched Feather      | 14 febbraio 1959  |
| 23 | The Return of the Lady    | 21 febbraio 1959  |
| 24 | The Monster of Moon Ridge | 28 febbraio 1959  |
| 25 | The Long Hunt             | 7 marzo 1959      |
| 26 | Death of a Gunfighter     | 14 marzo 1959     |
| 27 | Incident at Borrasca Bend | 21 marzo 1959     |
| 28 | Maggie O'Bannion          | 4 aprile 1959     |
| 29 | The Chase                 | 11 aprile 1959    |
| 30 | Alaska                    | 18 aprile 1959    |
| 31 | The Man Who Lost          | 25 aprile 1959    |
| 32 | The Return of Roy Carter  | 2 maggio 1959     |
| 33 | The Sons of Aaron Murdock | 9 maggio 1959     |
| 34 | Commanche                 | 16 maggio 1959    |
| 35 | Homecoming                | 23 maggio 1959    |
| 36 | The Fifth Man             | 30 maggio 1959    |
| 37 | Heritage of Anger         | 6 giugno 1959     |
| 38 | The Haunted Trees         | 13 giugno 1959    |
| 39 | Gold and Brimstone        | 20 giugno 1959    |

## The Manhunter
- Prima televisiva: 13 settembre 1958
- Diretto da: Buzz Kulik
- Scritto da: Harry Julian Fink

### Trama
- Guest star: Joseph Calleia (Sam Truett), Martin Balsam (Charlie Dawes), David Whorf (Jimmy Dawes), Stephen Coit (John Dunham), Hampton Fancher (Ben Dawes), Joseph V. Perry (Clay Dawes), Rusty Lane (giudice), Kam Tong (Hey Boy)

## In an Evil Time
- Prima televisiva: 20 settembre 1958
- Diretto da: Andrew V. McLaglen
- Scritto da: Shimon Wincelberg

### Trama
- Guest star: Hank Patterson (Pappy French), William Stevens (Morley), Charles Horvath (Bull Swanson)

## The Man Who Wouldn't Talk
- Prima televisiva: 27 settembre 1958
- Diretto da: Andrew V. McLaglen
- Scritto da: Fanya Lawrence

### Trama
- Guest star: Charles Bronson (Chris Sorenson), Grace Raynor (Maria de Castro), Celia Lovsky (Zia Anna), Harry Carey, Jr. (Bud), Edmund Johnston (Jeff Brewer), Junius Matthews (Clem), Bob Tetrick (Wrangler), Diane Cannon (Fifi), Marcia Drake (Mimi)

## The Hanging of Roy Carter
- Prima televisiva: 4 ottobre 1958
- Diretto da: Andrew V. McLaglen
- Scritto da: Gene Roddenberry

### Trama
- Guest star: John Larch (Chaplain Robert April), Robert Armstrong (Sidney Carter), Scott Marlowe (Roy Carter), Paul Birch (Warden Bullock), Francis McDonald (Jesse), Barry Russo (Keno Smith), Michael Hinn (Marshall), K. L. Smith (guardia), Edward Faulkner (guardia), Rusty Wescoatt (guardia)

## Duel at Florence
- Prima televisiva: 11 ottobre 1958
- Diretto da: Andrew V. McLaglen
- Scritto da: Bruce Geller

### Trama
- Guest star: Dean Harens (Ernie Teller), Bonnie Bolding (Belle Hooper), Charles W. Gray (Jeff (Jeff Sunderland (as Charles Gray)), John Alderson (Max (Max Clay), Kam Tong (Hey Boy), Hank Patterson (Plainsman)

## The Protege
- Prima televisiva: 18 ottobre 1958
- Diretto da: Andrew V. McLaglen
- Scritto da: Frank D. Gilroy

### Trama
- Guest star: Peter Breck (Kurt Sprague), George Mitchell (Joe Sprague), Mel Welles (Red Harper), William Meigs (sceriffo), Ken Mayer (uomo), Cy Malis (barista), Charles Tannen (Floyd), Olan Soule (impiegato)

## The Road to Wickenburg
- Prima televisiva: 25 ottobre 1958
- Diretto da: Andrew V. McLaglen
- Scritto da: Gene Roddenberry

### Trama
- Guest star: Christine White (Susan), Harry Carey, Jr. (sceriffo Jack Goodfellow), Don 'Red' Barry (figlio di Tom Goodfellow), Rayford Barnes (Sol Goodfellow), Michael Forest (Peter Keystone), Edward Faulkner (Jim Goodfellow), Mickey Finn (Ed Goodfellow)

## A Sense of Justice
- Prima televisiva: 1º novembre 1958
- Diretto da: Lamont Johnson
- Scritto da: John Neubuhl

### Trama
- Guest star: Karl Swenson (sceriffo Grayson), Virginia Gregg (Widow Briggs), Barrie Chase (Julia Grayson), Bing Russell (Andy), Barry Cahill (Tom), James Parnell (Harry), Barry Brooks (Boak), Kam Tong (Hey Boy)

## Young Gun
- Prima televisiva: 8 novembre 1958
- Diretto da: Lamont Johnson
- Scritto da: Albert Aley, Louis Dewitt

### Trama
- Guest star: Robert F. Simon (Frank Wellman), Dick Foran (Roy Calvert), Paul Carr (Jeff Calvert), Abby Dalton (Meg Wellman), Meg Wyllie (Mrs. Wellman), Gene Roth (barista), Kam Tong (Hey Boy), Rick Miller (Casey)

## The Lady
- Prima televisiva: 15 novembre 1958
- Diretto da: Andrew V. McLaglen
- Scritto da: Shimon Wincelberg

### Trama
- Guest star: Patricia Medina (Diana Coulter), Robert Karnes (rancher), George Richardson (Chief), Earl Parker (Indian), Kam Tong (Hey Boy)

## A Snare for Murder
- Prima televisiva: 22 novembre 1958
- Diretto da: Buzz Kulik
- Scritto da: Russell Hughes, Don Ingalls

### Trama
- Guest star: Harry Morgan (Fred Braus), Harry Bartell (Nick Talbot), Ron Hagerthy (Joe), Natalie Norwick (Amy), Joel Ashley (Jack Martin)

## The Ballad of Oscar Wilde
- Prima televisiva: 6 dicembre 1958
- Diretto da: Richard Whorf
- Scritto da: Irving Wallace

### Trama
- Guest star: John O'Malley (Oscar Wilde), Richard Shannon (Jim Rook), Jack Hogan (Chris Rook), Roy Engel (Matson), Dan Sheridan (conducente della diligenza), Robert F. Hoy (Carpenter), David Lewis (colonnello Carrington), Chet Stratton (segretario/a), Felix Locher (Fisherman), Kam Tong (Hey Boy)

## The Solid Gold Patrol
- Prima televisiva: 13 dicembre 1958
- Diretto da: Andrew V. McLaglen
- Scritto da: Irving Wallace

### Trama
- Guest star: Sean McClory (caporale Callahan), Mike Kellin (sergente Siebert), Perry Cook (soldato Krosowski), James Kline (soldato Ritter), Robert Cabal (soldato Espinosa), Don Keefer (maggiore Barlowe), Eddie Little Sky (White Bull), Michael Hagen (Adjutant), Kam Tong (Hey Boy)

## Something to Live For
- Prima televisiva: 20 dicembre 1958
- Diretto da: Andrew V. McLaglen
- Soggetto di: John Tucker Battle

### Trama
- Guest star: Rayford Barnes (Harleigh Preston), Nancy Hadley (Elaine Evans), Malcolm Atterbury (Hugh Evans), Tom Brown (Bob Pelley), John Anderson (Martin Wheeler), Don Megowan (Wichita Walker)

## The Moor's Revenge
- Prima televisiva: 27 dicembre 1958

Starring Roles: Vincent Price (Charles Mathews), Patricia Morison (Victoria Vestris)
- Diretto da: Andrew V. McLaglen
- Scritto da: Melvin Levy

### Trama
- Guest star: Morey Amsterdam (Lucien Bellingham), Richard Shannon (Ben Jackson), Joseph V. Perry (ubriaco)

## The Wager
- Prima televisiva: 3 gennaio 1959
- Diretto da: Andrew V. McLaglen
- Scritto da: Denis Sanders, Terry Sanders

### Trama
- Guest star: Denver Pyle (Sid Morgan), Jacqueline Scott (Stacy Neal), Ken Lynch (Shawcross), Steve Gravers (Howard Gorman), Bill Erwin (impiegato), Bob Hopkins (barista), Kam Tong (Hey Boy)

## The Taffeta Mayor
- Prima televisiva: 10 gennaio 1959
- Diretto da: Andrew V. McLaglen
- Scritto da: Albert Aley

### Trama
- Guest star: Norma Crane (Lucy Kellaway), Edward Platt (Arnold Oaklin), Robert Karnes (Clay Morrow), Bobby Hall (Ben Trask), Jeanne Bates (Harriet Morrow), Tom Steele (Bailey), William Shaw (cittadino), Paul Hahn (cittadino), Kam Tong (Hey Boy)

## Lady on the Stagecoach
- Prima televisiva: 17 gennaio 1959
- Diretto da: Richard Whorf
- Scritto da: Steve Fisher
- Soggetto di: Guy de Maupassant

### Trama
- Guest star: John Doucette (Ed Rance), Vitina Marcus (Della White Cloud), Raymond Bailey (Clyde Barnes), Fay Baker (Mrs. Grayson), Ward Wood (Hank Slade), Mark Dana (Mr. Grayson), John Close (Grady), Warren Parker (impiegato), Hal Needham (Little Horse), Craig Duncan (uomo), Tex Terry (conducente della diligenza)

## Treasure Trail
- Prima televisiva: 24 gennaio 1959
- Diretto da: Richard Whorf
- Scritto da: Albert Aley

### Trama
- Guest star: Bruce Gordon (Decker), Peter Adams (Craig Wilson), Harry Dean Stanton (Stoneman), Willard Sage (Gale), Kam Tong (Hey Boy)

## Juliet
- Prima televisiva: 31 gennaio 1959
- Diretto da: Andrew V. McLaglen
- Scritto da: Gene Roddenberry

### Trama
- Guest star: Miranda Jones (Julie Harper), Earle Hodgins (Jeremiah Pike), John Beradino (Nelson Pike), Allen Case (Tad Pike), Ronald Green (Jenkins), Buff Brady (guardia della diligenza), Tex Terry (conducente della diligenza), Kam Tong (Hey Boy)

## Hunt the Man Down
- Prima televisiva: 7 febbraio 1959
- Diretto da: Andrew V. McLaglen
- Scritto da: Harry Julian Fink

### Trama
- Guest star: Robert J. Wilke (Walt DeVries), James Drury (Tony DeVries), Madlyn Rhue (Elizabeth DeVries), Ric Roman (Morales), Ralph Reed (Jesse Starrett), Mark Tapscott (Tom Semper), Ian McDonald (Homesteader), Robin Riley (ragazzo), Chantal Noel (donna), Kam Tong (Hey Boy)

## The Scorched Feather
- Prima televisiva: 14 febbraio 1959
- Diretto da: Andrew V. McLaglen
- Scritto da: Bruce Geller

### Trama
- Guest star: Lon Chaney, Jr. (William Ceilbleu), Mario Alcalde (Robert Ceilbleu), Cy Malis (Piggo), Mike Steele (Al), Kam Tong (Hey Boy)

## The Return of the Lady
- Prima televisiva: 21 febbraio 1959
- Diretto da: Andrew V. McLaglen
- Scritto da: Shimon Wincelberg

### Trama
- Guest star: Patricia Medina (Diana Coulter), Gene Nelson (Vance), Theodore Marcuse (B.G.), Pilar Del Rey (Maria), Kam Tong (Hey Boy)

## The Monster of Moon Ridge
- Prima televisiva: 28 febbraio 1959
- Diretto da: Paul Stanley
- Scritto da: Gene Roddenberry

### Trama
- Guest star: Barney Phillips (Dan Bella), Natalie Norwick (Emily Bella), Shirley O'Hara (Maria), Walter Coy (Lundsy (Sheriff Lundsy), Ralph Moody (Jake (Jake Kelly), Robert Fortier (Clairy), W. T. Chang (Ancient), Kam Tong (Hey Boy)

## The Long Hunt
- Prima televisiva: 7 marzo 1959
- Diretto da: Andrew V. McLaglen
- Scritto da: Harry Julian Fink

### Trama
- Guest star: Stephen Roberts (Dundee), Anthony Caruso (Jose), Anne Barton (Mrs. Ordey), Lane Bradford (Frank Tanner), Kam Tong (Hey Boy)

## Death of a Gunfighter
- Prima televisiva: 14 marzo 1959
- Diretto da: Richard Whorf
- Scritto da: Harry Julian Fink

### Trama
- Guest star: Suzanne Pleshette (Maria), Christopher Dark (Juan Morrita), Russell Arms (Will Haskell), Tom Greenway (John Sebrey), I. Stanford Jolley (sceriffo), Joe Bassett (Charlie Pitt), Larkin Ford (Tanner), Stewart East (uomo), Kam Tong (Hey Boy)

## Incident at Borrasca Bend
- Prima televisiva: 21 marzo 1959
- Diretto da: Andrew V. McLaglen
- Scritto da: Jay Simms

### Trama
- Guest star: Jacques Aubuchon (giudice Wesson), Perry Cook (Sugie), Ben Wright (Jackson), Edward Faulkner (Curly), Ted Markland (Patterson), Stewart East (Swede)

## Maggie O'Bannion
- Prima televisiva: 4 aprile 1959
- Diretto da: Andrew V. McLaglen
- Scritto da: Gene Roddenberry

### Trama
- Guest star: Marion Marshall (Margaret O'Bannion), Peggy Rea (Cookie), Don Haggerty (Cyrus), Mickey Simpson (Jake), George Cisar (Matt Perk), John Close (Bushwhacker), Paul Sorenson (Pete)

## The Chase
- Prima televisiva: 11 aprile 1959
- Diretto da: Lamont Johnson
- Scritto da: Fred Freiberger

### Trama
- Guest star: Paul Richards (Breck), Paul Birch (sceriffo Scanlon), Wright King (Gyppo), Lee Farr (Paul Martin), Adam Williams (Beckett), Olive Sturgess (Helen Martin), Kam Tong (Hey Boy)

## Alaska
- Prima televisiva: 18 aprile 1959
- Diretto da: Andrew V. McLaglen
- Scritto da: Albert Aley

### Trama
- Guest star: Karl Swenson (Boris Tosheff), Richard Shannon (Carl Grimes), Elizabeth York (Abby Morton), Allen Case (Ralph Morton), Fay Roope (Wade), Kam Tong (Hey Boy)

## The Man Who Lost
- Prima televisiva: 25 aprile 1959
- Diretto da: Ida Lupino
- Scritto da: Harry Julian Fink

### Trama
- Guest star: Mort Mills (Ben Coey), Jack Elam (Joe Gage), Rodolfo Acosta (John Wildhorse), Ed Nelson (Will Gage), Barbara Hayden (Mrs. Bryson), Jovon Monteil (Crokay), Marilyn Hanold (She), Kam Tong (Hey Boy)

## The Return of Roy Carter
- Prima televisiva: 2 maggio 1959
- Diretto da: Andrew V. McLaglen
- Scritto da: Gene Roddenberry

### Trama
- Guest star: Clu Gulager (Roy Carter), Larry J. Blake (Robert April), Brad Von Beltz (Eddie Clinton), Craig Duncan (Sid), Diana Crawford (Margie)

## The Sons of Aaron Murdock
- Prima televisiva: 9 maggio 1959
- Diretto da: Andrew V. McLaglen
- Scritto da: Harold Jack Bloom

### Trama
- Guest star: Philip Coolidge (Aaron Murdock), Lee Kinsolving (Jamie Murdock), Wesley Lau (Lew Murdock), Elizabeth York (Mae), Frank Gorshin (Marty), Dale Cummings (Willie), William Shaw (Carl), William Mims (uomo), Kam Tong (Hey Boy)

## Commanche
- Prima televisiva: 16 maggio 1959
- Diretto da: Andrew V. McLaglen
- Scritto da: Irving Wallace

### Trama
- Guest star: Susan Cabot (Becky Carver), Larry Pennell (Henry Carver), Roy Barcroft (sergente Barsky), Robert Anderson (Sam Dolan), Shirley O'Hara (Mrs. Carver), Stewart East (tenente Bradley)

## Homecoming
- Prima televisiva: 23 maggio 1959
- Diretto da: Andrew V. McLaglen
- Scritto da: Albert Aley

### Trama
- Guest star: Ed Nelson (Ed Stacy), Don Megowan (Ben Stacy), Lewis Martin (Will Stanhope), Dick Rich (sceriffo Clyde), Thom Carney (Dan), Frank Gerstle (barista), Jim Hyland (Floyd), Larry J. Blake (Deputy), Fran Frost (donna), Kam Tong (Hey Boy)

## The Fifth Man
- Prima televisiva: 30 maggio 1959
- Diretto da: Richard Whorf
- Scritto da: Gene L. Coon

### Trama
- Guest star: John Emery (Merle Corvin), Leo Gordon (Bert Talman), Walter Burke (Mr. Abbott), Ward Wood (Tom Bland), Ben Wright (Whiskey Drummer), Clarke Alexander (barista), Kam Tong (Hey Boy)

## Heritage of Anger
- Prima televisiva: 6 giugno 1959
- Diretto da: Lamont Johnson
- Scritto da: Leonard Heideman

### Trama
- Guest star: Carol Thurston (Nita), Ricky Vera (Joe), Peter Coe (Garcia), Carol Hill (Alice Avery), James Gavin (Avery), Roberto Contreras (barista), Kam Tong (Hey Boy)

## The Haunted Trees
- Prima televisiva: 13 giugno 1959
- Diretto da: Andrew V. McLaglen
- Scritto da: Kay Lenard, Jess Carneol

### Trama
- Guest star: Doris Dowling (Sara Howard), Roy Barcroft (Flannigan), Duane Grey (Paul), Jane Chang (Birdie), Burt Metcalfe (Ben Howard), Brad Trumbull (Brad), Kam Tong (Hey Boy)

## Gold and Brimstone
- Prima televisiva: 20 giugno 1959
- Diretto da: Richard Whorf
- Scritto da: Bruce Geller

### Trama
- Guest star: Eduardo Ciannelli (padre), Phillip Pine (Son), Alan Reed (Dirks), William Vaughn (Rudy), K. L. Smith (Wes), Jim Hyland (barista), Arvid Nelson (Loy)